# Carlsberg Pilsner
Carlsberg Pilsner er en pilsnerøl fra Carlsberg som blev introduceret i 1904. Den omtales ofte ved sit kælenavn HOF. Øllen produceres og sælges over hele verden og omtales i den sammenhæng som Carlsberg Premium. I 2006 voksede salget af Carlsberg internationalt med 7 pct. Etiketten til ølflaskerne er oprindeligt tegnet af Thorvald Bindesbøll i 1904 og er stort set uforandret siden sin introduktion.

## Historie
Da Carlsberg i 3. februar 1904 blev udnævnt til Kongelig hofleverandør introducerede bryggeriet en pilsnerøl som var baseret på det tidligere produkt Gl. Carlsberg Pilsner. I lighed med sin forgænger, blev etiketten designet af Thorvald Bindesbøll som skabte et design der stort set har holdt sig uændret frem til i dag. Designet af etiketten kostede bryggeriet 500,- kr. 
Af etiketten fremgik bryggeriets kongelige privilegium og øllen fik snart kælenavnet HOF i offentligheden. Øllen blev introduceret på den tids standardflaske, også kendt som skulderflasken. 
Den 5. maj 2004 blev øllens 100 års fødselsdag fejret, bl.a. ved at bryggeriet udgav et lille hæfte om øllens historie.

### Hof
I 1931 blev navnet HOF varemærkeregistreret med Hofmarskallatets tilladelse. I 1937 kom navnet så første gang på tryk, da det blev introduceret på halsetiketten.
De følgende årtier skete der ikke mange ændringer med produktet. Skulderflasken blev udskiftet med den nuværende standardflaske og 8. april 1991 ophørte bryggeriet med at bruge navnet HOF på etiketterne, hvilket gav en vis genklang i medierne. Til trods herfor benyttes navnet dog fremdeles i den ældre del af den danske befolkning. I 2020 genindføres navnet "Hof" på emballagen.

## Ny flaske i Danmark
Den 6. september 2004 annoncerede Carlsberg at de ville introducere en ny flaske- og kassetype for distribution af Carlsberg Pilsner, samtidigt med at distributionen i de hidtidige standardflasker og kasser skulle indstilles. Ydermere blev prisen hævet for at afspejle produktets kvalitet. Denne beslutning blev modtaget meget dårligt i store dele af offentligheden, bl.a. fordi det blev hævdet at den lysere flasketype ikke yder øllet tilstrækkelig beskyttelse mod lys, specielt sollys. For såvel detailhandel som udskænkningssteder voldte den nye kasse problemer grundet sin afvigende størrelse og det krævede ekstra håndtering i frasortering af de nye flasker fra standardflaskerne.
Den 4. april 2005 kastede Carlsberg håndklædet i ringen og genintroducerede distributionen på standard flasker og kasser. Bryggeriet valgte at se den meget omtalte sag fra den positive side og valgte at give en kvaje-bajer på flere hundrede danske værthuse, for dermed at sige undskyld til sine kunder. Sagen som helhed havde haft så store konsekvenser for salget at bryggeriet valgte at omtale det i sin fondsbørsmeddelelse i forbindelse med offentliggørelse af regnskabstal for 1. kvartal 2005.